# باير
باير هي شركة مساهمة ألمانية متعددة الجنسيات تتكون من 307 مؤسسة باجمالي 115200 موظف. تختص الشركة بصناعة الدواء والصناعات الكيميائية وتُقسم إلى ثلاث قطاعات هي صناعة الدواء وصحة المستهلك وصحة الحيوان. تطرح شركة باير اسهمها ضمن مؤشر داكس في بورصة فرانكفورت. كما يُعرف اسم باير من خلال نادي باير 04 ليفركوزن الرياضي.
يقع المقر الرئيسي للشركة (التي اسست في عام 1863 في مدينة بارمن المستقلة والتي تعتبر حاليا جزءا من مدينة فوبرتال) منذ بداية القرن العشرين في مدينة ليفركوزن، ما اسهم في تطور المدينة وتوسعها. في عام 1925 انصهرت الشركة ضمن اتحاد إي غه فاربن وبقيت حتى عام 1950 عندما قامت القيادة العليا لقوات الحلفاء في ألمانيا بحل الاتحاد واستقلت باير من جديد وعادت بقوة إلى الأسواق العالمية، وبحلول عام 1961 وظفت باير حوالي 80 الف موظف. بين عامي 2002 و2005 شهدت الشركة أكبر مرحلة تحول في تاريخها حيث تم إعادة هيكلة قسم حماية النباتات والكيمياء واللدائن.

## تاريخ الشركة

### مرحلة النشوء والنمو

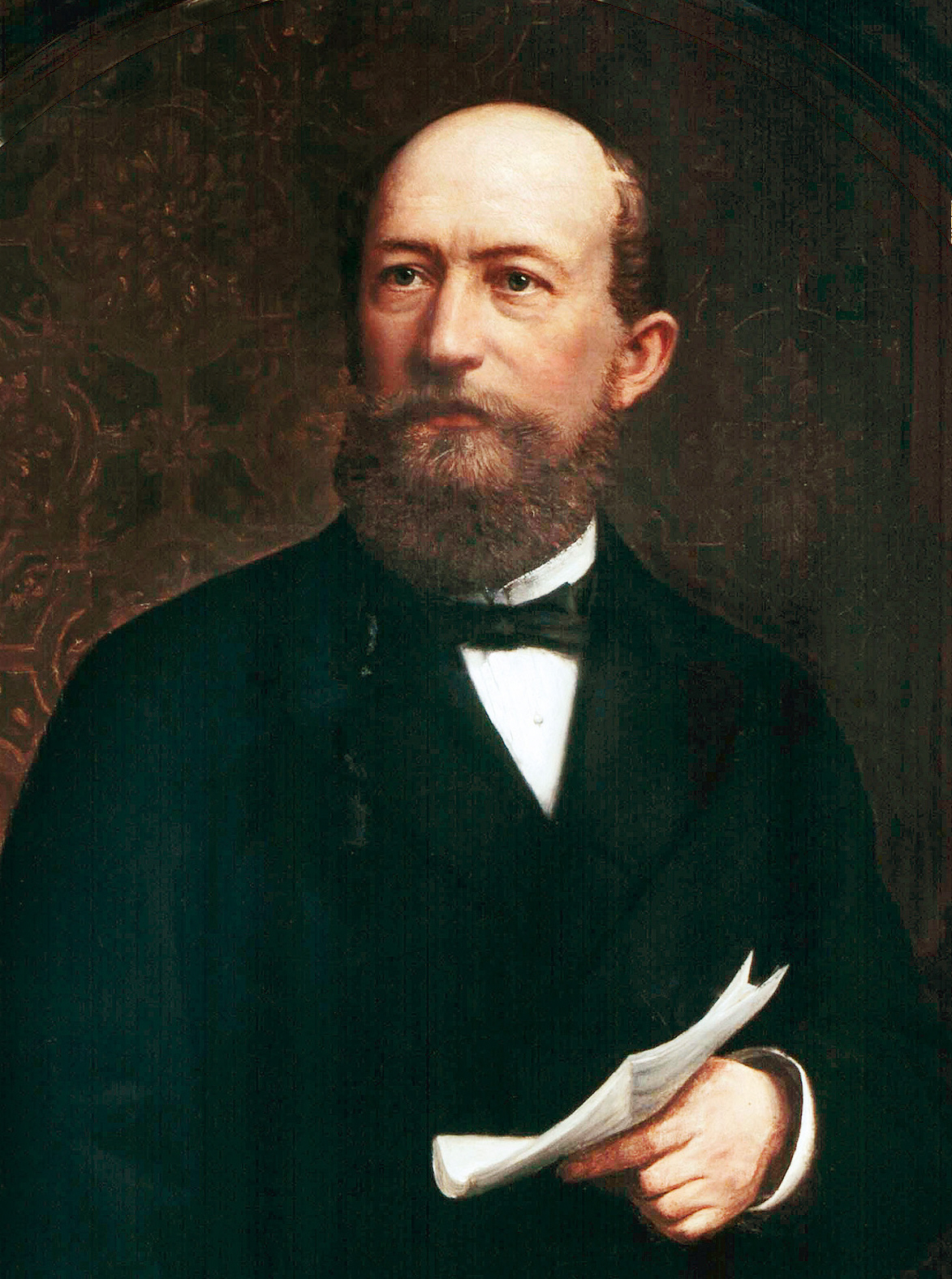
فريدرك باير1863

تم تأسيس الشركة في الأول من أغسطس من عام 1863 في ما كانت تعرف انذاك بمدينة بارمن في مدينة فوبرتال من قبل فريديريك باير ويوهان فريدرك فيسكوت تحت مسمى (.Friedr. Bayer et comp). وقعت المسوؤليات التجارية للشركة على عاتق باير بينما وظف فيسكوت خبرته في مجال الكيمياء في التصنيع، ذلك لانه درس درس علم التكرير، وكانت الفوشين والأنيلين أول المنتجات المهمة للشركة.
في عام 1866 تم نقل إدارة الشركة واغلب وحدات التصنيع إلى منطقة كبيرة في مدينة ايلبرسفيلد. في عام 1881 بعد وفاة باير الاب وتحت قيادة ابنه فريدرش باير (1851-1920) الذي دخل الشركة عام 1873 ككيميائي تم تحويل الشركة إلى شركة مساهمة أطلق عليها (.Farbenfabriken vorm. Fried. Bayer & Co).
في عام 1882 تم تعيين هنري تيودور بوتغر في مجلس إدارة الشركة. وفي عام 1883 انظم الكيميائي كارل دويسبورغ إلى الشركة ووسع قسم الابحاث الكيميائية فيها. عمل دويسبورغ وباير وبوتنغر سويا وطوروا النشاطات التجارية للشركة باستمرار وتم إنشاء مختبر علمي متقدم في فوبرتال وارتفع عدد الموظفين إلى 300 موظف. في ايلبرفيلد تم اكتشاف وبحث تأثير الهيروين وأسبرين والبرونتوزيل والتي ادت إلى انتشار صيت شركة باير عالميا. نالت الشركة براءة اختراع الهيروين في السادس من يونيو من عام 1896. وباستخدام البرونتوزيل أنتجت باير أول مضاد حيوي واسع الطيف في العالم، ونال الطبيب غرهارت دوماك في عام 1939 جائزة نوبل عن هذا الاختراع.

### الاستقرار على نهر الراين

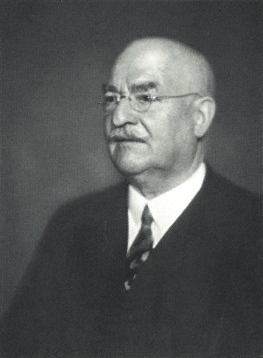
Nicola Perscheid - Carl Duisberg vor 1930

في عام 1895 وضع دويسبورغ بطلب من باير مخطط المقر الجديد للشركة في ليفركوزن لان توسعة المقر الحالي غير ممكنة بسبب التضاريس المنحدرة ونهر الفوبر. تم اختيار الموقع الجديد للشركة في اراضي مصنعي مادة الأليزارين «ليفركوز وابناؤه» في بلدة فيسدورف الواقعة على نهر الراين. عند إنشاء الموقع الجديد للشركة اراد دويسبورغ ان يكون عرض الشوارع الرئيسية 30 مترا، بينما عرض الشوراع الفرعية 15 مترا، كما دقق اثناء البناء على ابسط الامور وفي عام 1908 وبناءا على مقترحه اشترت الشركة ارضا في بلدة دابرينغهاوزن لتستخدمها كمركز للموءتمرات والراحة للموظفين كما راعى عند تصميم المباني الجديدة للشركة فكرة ان تكون المباني عملية وذات مظهر يليق بشركة ذات سمعة عالمية. في الفترة بين عامي 1895 و1900 انتقل الإنتاج من فوبرتال إلى فيسدورف، وفي بادئ الامر عانت الشركة من نقص الايدي العاملة لان المناطق المحيطة بالشركة كانت تعتبر كمناطق اقل تطورا قياسا بباقي مناطق ألمانيا، لذلك لم تكن هناك رغبة قوية لدى الكثير للعمل في شركة باير مما دعى دويسبورغ لوضع خطة لانشاء مدينة حول مقر الشركة في فيسدورف. انشأ دويسبورغ تجمعات سكنية أطلق عليها لاحقا تسمية «مستعمرة باير» وانشأ فيها مراكز ثقافية وترفيهية ومراكز لراحة موظفي الشركة. منذ العام 2005 يوجد في مستعمرة باير متحف يوضح تاريخ استقرار الشركة في فيسدورف. بقيت مدينة ايلبرسفيلد في هذا الوقت مقرا لإدارة الشركة وللابحاث، بينما كانت منشآت الشركة في فيسدورف مقرا للإنتاج إلى العام 1912 عندما أصبح دويسبورغ رئيس مجلس إدارة الشركة وانتقل مقره إلى فيسدورف.

### الحرب العالمية الأولى
لم تكن شركة باير (كما هو حال العديد من الشركات الألمانية) مستعدة بشكل كافي لمرحلة الحرب. في العام الأول للحرب قامت الشركة بدعم ضحايا الحرب من خلال توفير الدعم الطبي والحاجات الاساسية من مأوى ومأكل لهم. كما تم تحويل المختبر الرئيسي للشركة إلى مستشفى طوارئ عسكري لانه لم يخطر حينها على بال أحد ان الحرب ستطول وان الإنتاج يمكن ان يتضرر من هذه الخطوة. وبسبب الاستدعاء إلى الخدمة العسكرية ظهرت مشكلة العجز في الايدي العاملة مما ادى إلى تقلص إنتاج الشركة إلى النصف. طلبت وزارة الدفاع الألمانية انذاك من الشركة تزويدها بالمطاط والمواد المتفجرة الا ان ديسبورغ رفض ذلك في الأشهر الأولى للحرب لاسباب امنية وتقنية، وبغض النظر عن نقص الايدي العاملة لم تكن منشآت الشركة مؤهلة لتصنيع المواد المتفجرة. وبسبب قلة عائدات الشركة لم يصر ديسبورغ على رفضه وتم في نهاية العام 1914 إنشاء مصنع للمواد المتفجرة في مدينة كولونيا. قامت شركة باير بتصنيع العديد من الغازات السامة في الحرب العالمية الاولى منها غاز الكلور وغاز الفوسجين، وفي عام 1917 قامت شركة باير بتصنيع ما يقارب 45 الف طن من غاز الخردل. ولتعويض خسائر الشركة قامت باير بتنسيق إنتاجها مع العديد من الشركات المنتجة للكيمياويات الألمانية وانشأت في عام 1916 اتحاد للشركات لتوزيع الارباح بينها ولكن ذلك ادى إلى فقدان الشركات لخصوصيتها واستقلاليتها. بعد نهاية الحرب عام 1918 ومن خلال معاهدة فرساي احتلت بريطانيا لفترة مؤقتة مناطق حول كولونيا مما ادى إلى تضرر منشآت باير الواقعة هناك كما خسرت الشركة العديد من أسواق تصريف منتجاتها. اما بالنسبة للشركات الصغرى التابعة للشركة الام في الولايات المتحدة تم حلها وبيعها وفي روسيا تم الاستيلاء عليها اثناء الثورة الروسية. ولان المنشآت في فيسدورف لم تتضرر بسبب القصف تمكنت الشركة من مواصلة الابحاث والإنتاج بسرعة. وفي عام 1923 أنتجت باير مادة السروامين التي تستعمل كعلاج لمرض النوم.

### الحقبة النازية
ارتفع عدد عمال الشركة من خلال الانتعاش الاقتصادي الذي شهدته ألمانيا في بداية فترة حكم النازيين. ولم تشهد مختبرات الشركة أي حالة طرد قسري لاي من العمال أو الباحثين اليهود في الشركة. وعندما لمح هتلر لكارل بوش عن هذا الموضوع قائلا بان ألمانيا «ستتراجع لمئات الاعوام بسبب بسبب ذلك» اجاب بوش «إذا يمكننا ان نعمل لمئة عام بدون كيمياء أو فيزياء». بعد وفاة دويسبورغ في عام 1935 استلم هانس كونه منصب إدارة الشركة. في الحرب العالمية الثانية خضعت الشركة لسيطرة الحكومة النازية وبالتالي لعبت دورا مهما في دعم الحكومة النازية من خلال تصنيع المواد الكيميائية والدهون وزيوت التشحيم والمطاط والعديد من الغازات.

#### العمل القسري
| السنة | عدد العمال القسريين |
| ----- | ------------------- |
| 1940  | 62                  |
| 1941  | 905                 |
| 1942  | 2080                |
| 1943  | 1870                |
| 1944  | 4300                |

بسبب تصنيف الشركة كشركة «مهمة للحرب» تم تطبيق العمل القسري واستقدام العمالة الاجنبية للعمل في الشركة. في بداية الحرب قامت الشركة بزيادة عدد ساعات عمل الموظفين لتغطية النقص الحاصل في الايدي العاملة الناجم عن عدم اعفاء الحكومة انذاك الا لمن هم في «مواقع مفصلية» من الخدمة العسكرية. وادى تصنيف شركة باير كشركة مهمة للحرب إلى زيادة حصة الشركة من معدات التصنيع والمواد الاولية بهدف سد العجز في الإنتاج ودعم الحرب. من أهم اسباب استعمال العمالة القسرية كان الحاجة الماسة للايدي العاملة والطرد غير القانوني للاختصاصيين البولنديين من الشركة بالإضافة إلى موافقة دائرة العمل في منطقة اوبلادن على طلب «استقدام العمالة الاجنبية غير الاقتصادية».
من جهه أخرى أشارت التحقيقات إلى ان مدير الشركة انذاك اولرش هابرلاند اقر بأن الشركة لعبت دورا ايجيابيا في موضوع استخدام العمالة القسرية. بعد اولى عمليات الترحيل القسري للعمال البولنديين قامت الشركة باستقدام العمالة القسرية من هولندا وبلجيكا المُحتلتين من قبل ألمانيا آنذاك، وفي اذار من عام 1941 تم استقدام 250 عامل «قسري» من إيطاليا ثم 150 عاملة ماهرة من بولندا ثم مجموعة من العمال البولنديين الرجال، تلى ذلك جلب 21 امرأة وفتاة رفضوا ترك بلادهم طوعيا. وفي ردهم على الاسئلة التي طرحت عليهن لاحقا (أي بعد الحرب) اكدت النساء بأن سلطات بلادهن حاولت عرقلة ترحيلهن إلى ألمانيا الا ان تلك المحاولات لم تنجح، مما دفع النساء للخضوع لقرارات الترحيل لان رفضهن للعمل في ألمانيا سيصعب عليهن حياتهم وقد يؤدي إلى اعتقال عوائلهن أو تعرضهن شخصيا للاختطاف والنقل إلى محطات القطار حيث يتم نقلهن إلى ألمانيا.

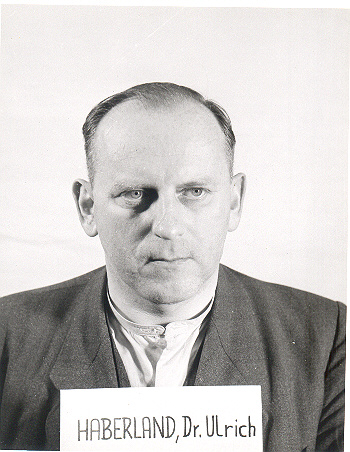
اولرش هابرلاند

من الوثائق المتاحة لا يمكن تأكيد أو نفي فيما إذا كان فعلا قد تم العمل في الشركة طوعيا أو قسريا من خلال ترحيل العمال وسجناء الحرب من البلدان المحتلة، كما لم تقوم الشركة بتوضيح ذلك، كما ذكرت باير في اعلاناتها ان أول العمال الاجانب جائوا إلى الشركة طوعيا. مجرى سير عملية استقدام العمالة القسرية غير واضح وتم الحديث عنه بشكل متباين. من جهة تم تحميل السلطات مسوؤلية الموضوع لانها لم تترك للشركة أي مجال لاتخاذ القرار بصورة فردية.
ولتلبية متطلبات الإنتاج الذي تطلبه السلطات كان على الشركة ان تطلب المزيد من العمال من دوائر العمل المحلية التي تقوم بتزويد الشركة بالعمال القسريين، ولان تعيين العمال يجري من خلال السلطات فان الشركة لا دور لها في الموضوع. من جهة أخرى يُذكر بان العمال البولنديين قدموا طوعيا للعمل في الشركة من خلال الاعلانات وبعد ان ارادوا انهاء خدماتهم مع الشركة بسبب ارهاقهم تم اجبارهم على العمل في الشركة. من جهة ثالثة يذكر بانه بعد مرور نصف عام على بداية الحرب لم يعد أي وجود لاي عمالة طوعية.
من خلال الاستبيانات تبين ان ظروف العمل (بالخصوص بالنسبة للبولنديين) كانت مرهقة جسديا ومضرة بالصحة مع وجود بعض المُستثنين، وللتمكن من تشغيل الأطفال قام وزير العمل النازي بإلغاء قوانين حماية الأطفال. كانت عقوبة من يتغيب عن الدوام أو يخل بشروط العمل ان يتم حرمانه من كوبونات الطعام أو التعنيف الجسدي أو الحبس لفترة قصيرة في غرفة ضيقة جدا، وكانت العقوبات تتم من خلال قسم الشوؤن الاجتماعية أو المسوؤلين في الشركة. توجد وثائق تشير إلى ان شركة باير اشترت 150 سجينة مقابل 150 مارك ألماني «للقطعة»، وفي أحد المخاطبات الأخرى ذُكِر: «تم إجراء التجارب، كل الاشخاص قد ماتوا، في فترة قصيرة سنتصل بكم بخصوص طلبية جديدة». في عام 1943 أصبح اولرش هابرلاند خلفا لهانس كونة في إدارة الشركة. قُصفت الشركة في ليفركوزن لأول مرة في عام 1940، وفي 26 أكتوبر عام 1944 تم ايقاف العمل في الشركة بعد هجوم جوي مدمر ادى إلى تدميرها بشكل كبير. في الرابع عشر من أبريل من عام 1945 احتلت القوات الأمريكية منشآت الشركة في ليفركوزن، بينما المنشآت الواقعة على الراين السفلي وقعت ضمن منطقة سيطرة القوات البرطانية. في عام 1947 تم ضم ليفركوزن إلى منطقة سيطرة القوات البريطانية لتصبح جميع منشآت الشركة تحت سيطرة القوات البريطانية.

### إعادة اعمار الشركة بعد الحرب
في السنوات الأولى التي تلت الحرب كان وجود مؤسسة إي غه فاربن (التي انطوت شركة باير تحت لوائها آنذاك) غير مؤكد، حيث كانت جميع الشركات بنهاية الحرب تحت سيطرة قوات التحالف. في الخامس من يوليو من عام 1945 اصدرت قوات التحالف قرارا بمصادرة جميع ممتلكات المؤسسة، حيث قامت القوات بتفكيك قسم من منشآت المؤسسة وتحطيم القسم المتبقي منها لانها صنفت المؤسسة كمنشأة عسكرية، قاصدة بذلك شل القدرة العسكرية لالمانيا.
بسبب كثرة الطلب على منتجات شركة باير، سارت إعادة بناء منشآت الشركة في ليفركوزن بشكل سريع وغير منظم، واشتغل الكثير من الاختصاصيين في غير اختصاصهم، فكان الكيميائيون مثلا يعملون في تركيب الزجاج. ووضعت عودة العمال من الحرب والمعتقلات الشركة في موقع صعب من ناحية ايواء العمال وتوفير المستلزمات الاساسية لهم في الوقت الذي كانت تعاني فيه البلاد من المجاعة. وإلى فترة قصيرة قبل اصلاح العملة في عام 1948 وحالة التضخم الاقتصادي التي صاحبتها كان من الصعب على الشركة ان تدفع لموظفيها مرتبا مناسبا وبدلا عن ذلك نشط ما يسمى بالاقتصاد التحتي أو «السوق السوداء»، لذلك قامت الشركة في بعض الحالات وبصورة غير رسمية بتطبيق «نظام المقايضة» كمرتب للموظفين، أي ان الموظف يحصل على عينات مادية من الشركة بدلا عن مرتبه.
في نورنبيرغ واجه 23 موظفا من موظفي مؤسسة إي غه فاربن تهما بارتكاب جرائم حرب وجرائم ضد الإنسانية والعبودية والانضمام إلى منظمات اجرامية. تم اطلاق سراح 10 من المتهمين في حين تم الحكم على 13 منهم بالسجن لمدة تتراوح بين 18 شهرا وثماني سنوات.
في عام 1950 اصدرت القيادة العليا لقوات التحالف قرارها المرقم 35 القاضي بحل مؤسسة إي غه فاربن إلى 12 جزء «متعافي اقتصاديا ومستقل». بعد مفاوضات مطولة تم الاتفاق على إنشاء شركة باير المساهمة للصناعات التكريرية، بالالمانية (Farbenfabriken Bayer Aktiengesellschaft) وتمكن المدير الجديد اولرش هابرلاند من ان يضم منشآت دورماغن إلى شركة باير وبالتالي أصبح لدى الشركة منشآت في ليفركوزن وايلبرسفيلد ودورماغون وكريفيلد.
بعد مرور أربع سنوات على نهاية الحرب قامت الشركة باعادة بناء علاقاتها الاقتصادية خارج ألمانيا وتحديدا في فرنسا، من خلال ممثلية للشركة هناك تمكنت باير من امتلاك حصة من مؤسسة كيميائية هناك ومن ثم قامت بزيادة حصتها في الشركة إلى ان قامت بامتلاك الشركة بالكامل، وتعتبر هذه الطريقة طريقة تقليدية لدى شركة باير امتلكت من خلالها العديد من الشركات العالمية. في عام 1952 قامت الشركة بعمليات إنتاجية كبرى قامت من خلالها بإنتاج ادوية لمعالجة داء السل الرئوي كما أنتجت البنسلين. كما تم في نفس العام إعادة تأسيس شركة باير العقارية التي تعمل على توفير مساكن لموظفي الشركة. في العام التالي دخلت شركة باير مجددا إلى سوق الاسهم وتم تداول سهم باير من جديد.

### المعجزة الاقتصادية

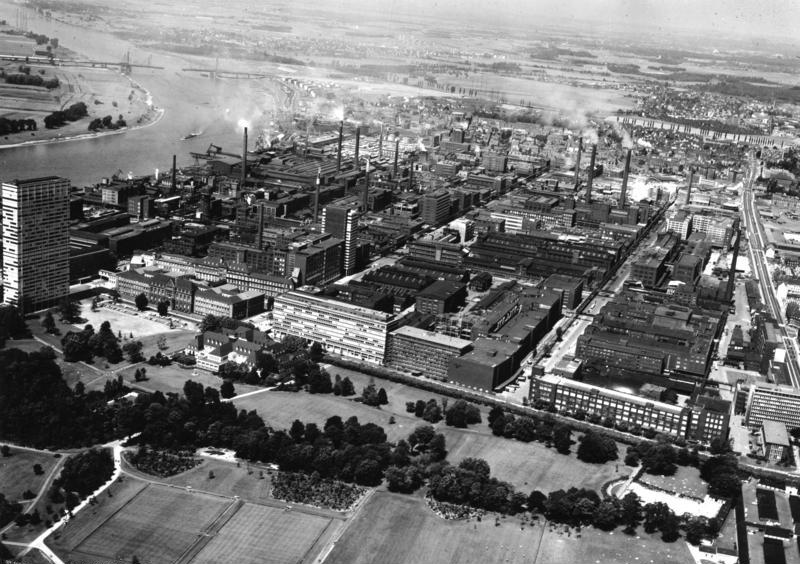
منشأة باير في ليفركوزن عام 1965

في عام 1954 قامت الشركة بالتعاون لأول مرة بعد الحرب (في مجال الإنتاج) مع المنشآت في بوينس آيرس لتخزين المنتجات، وفي فرجينيا الغربية لاتمام الخطوات الاولية لتصنيع مادة البولي يوريثان، وفي فلوريدا لاجراء الابحاث على مواد حماية النباتات الاستوائية، كما تمكنت الشركة من إعادة الاستحواذ على شركة Chimica Bayer Ltdaالبرازيلية. في عام 1957 بدأت الشركة بالعمل في مجال الصناعات النفطية باعتباره مجال عمل مربح. وبالتعاون مع الفرع الألماني من شركة بي بي في هامبورغ تم إنشاء شركو كيمياء النفط المساهمة (بالالمانية Erdölchemie GmbH) والتي أصبحت من أهم مجهزي المواد العضوية الخام.
ركزت باير مجددا على البحث والتطوير وتمكنت من رسم صورة ايجابية في اطار ما يعرف بالمعجزة الاقتصادية الألمانية. في عام 1961 وبعد وفاة اولرش هابرلاند استلم المنصب كورت هانسن والذي تم في عهده تشغيل «حاسوب باير الكبير» واعادة بناء «ناطحات سحاب باير» التي تسببت بتأخر اتمام مشروع «الحدائق اليابانية». في عام 1962 كان لدى الشركة 61 الف موظف واستثمرت الشركة أربعة مليارات مارك ألماني وفي هذا العام تم تأسيس منشآت للشركة في تايلند واليابان والفلبين واستراليا ساعدت في دعم انتجاية الشركة وتعزيز مكانة الشركة عالميا.
| السنة | عدد الموظفين |
| ----- | ------------ |
| 1863  | 3            |
| 1881  | 300          |
| 1913  | 10.000       |
| 1929  | 12.450       |
| 1932  | 9.800        |
| 1961  | 80.000       |
| 1988  | 165.000      |
| 1990  | 171.000      |
| 2003  | 115.400      |
| 2004  | 113.000      |
| 2005  | 82.600       |
| 2006  | 106.000      |
| 2007  | 106.200      |
| 2008  | 108.600      |
| 2009  | 108.400      |
| 2010  | 111.400      |
| 2011  | 111.800      |
| 2012  | 110.000      |
| 2013  | 112.400      |
| 2014  | 117.400      |
| 2015  | 116.600      |
| 2016  | 115.200      |

في عام 1964 اتحدت شركة Agfa التي تعتبر شركة «ابنة» لشركة باير وشركة Gevaert من اجل تطوير الإنتاج والتمكن من دخول سوق المنافسة العالمية. في إيطاليا تم إعادة بناء العلاقات التي تأسست في عام 1899 وتهدمت في الحرب العالمية الثانية. في عام 1946 تمكنت باير من استعادة حقوقها هناك واعادة إنشاء فرع الشركة في إيطاليا (Bayer Italia S.p.A). اما في الولايات المتحدة فقد انقطعت العلاقات التجارية للشركة اثناء الحرب العالمية أيضا وتم تبديد ممتلكات الشركة هناك ونقل ملكيتها إلى غير اشخاص. في عام 1954 تم إنشاء مؤسسة Mobay بالاشتراك مع مونسانتو وانتجت المؤسسة العامل البرتقالي الذي استعمل في حرب فيتنام. في عام 1967 تم اعتبار جميع ممتلكات المؤسسة في بيتسبرغ كمؤسسة «ابنة» لشركة باير. في عام 1969 تم جمع المنشآت التعليمية والصناعية للشركة في منطقة فلتاردر في كولونيا عند ضواحي ليفركوزن.

### تطور الشركة حتى عام 2001
في عام 1971 ومن اجل دعم نمو الشركة والتخلص من الإرباك الحاصل تم تطوير نظام إداري جديد للشركة، حيث تم إلغاء النظام العملي المعمول به سابقا والذي يخصص لكل قسم مجلس إدارة خاص به، وتم بدلا من ذلك تخصيص إدارة صغيرة لكل قسم مع مديرين اثنين منتَخَبَين يكون اختصاص احدهما تجاري والاخر كيميائي. في عام 1973 تم بناء منشأة باير في مدينة برونزبوتل على نهر الالبة حيث يساهم النهر في تسهيل حركة النقل من وإلى منشآت الشركة من خلال السفن كما يتميز الموقع بوجود مساحات كافية تسمح بتمدد الشركة مستقبلا ولاقى المشروع ترحيبا ودعما من حكومة مقاطعة شلسفيغ هولشتاين التي رأت في المشروع وسيلة للنمو الصناعي في المقاطعة التي عرفت بطابعها الزراعي.
في عام 1974 تم نقل كورت هانسن إلى هيئة الرقابة وتم تعيين هيربرت غرونفالد كمدير للشركة حتى عام 1984. بين عامي 1978 و1981 تمكنت باير من الاستحواذ على بعض الشركات مثل شركة Miles Inc التي استحوذت عليها بنسبة تسعين بالمائة وشركة Agfa-Agevert بالكامل. وتمكنت باير من أخذ مركزا مهما في سوق الاسهم الأمريكية من خلال استحواذها على شركة Miles Inc. في عام 1979 قامت الشركة بالتوسع في مجال البحوث المتعلقة بحماية النباتات من خلال افتتاح مركز لحماية النباتات في مدينة منهايم آم راين.
في عام 1990 بلغ عدد موظفي الشركة 171 الف موظف وبلغت قيمة مبيعات الشركة 41,643 مليار مارك ألماني. بعد انهيار الستار الحديدي كرست الشركة جهودها من اجل التوسع في أسواق شرق أوروبا. في عام 1994 تم توكيل مهمة إنتاج الاسبرين إلى مصانع الشركة في بلدة بترفيلد. في عام 1995 تمكنت الشركة من الظهور في أسواق الولايات المتحدة باسم (باير) لان الشركة ومن خلال شرائها لشركة Sterling Winthrop تمكنت من استعادة حقها بالظهور باسمها في الأسواق الأمريكية. بين عامي 1984 و1992 استلم منصب إدارة الشركة السيد هيرمان شترينغر وتلاه مانفريد شنايدر للفترة بين 1992 و2002.
في الثاني والعشرين من أكتوبر من عام 1999 في قرية Tauccamarca في البيرو اصيب 42 طفلا بتسمم بسبب تناولهم لمادة الميثيل-باراثايون التي تستعمل كمبيد للحشرات. اظهرت التحقيقات لاحقا ان كليوغراما واحدا من المبيد قد تم خلطه بصورة غير مقصودة مع حليب الأطفال مما ادى إلى وفاة 24 طفلا. في ربيع عام 2002 اتهم الكونغرس البيروفي شركة باير بالإهمال بسبب عدم وضعها لملصقات تحذيرية كافية تدل على المحتوى السام للعلب التي كان السم موضوع فيها، حيث كانت الملصقات مكتوبة باللغة الأسبانية ولا تحتوي على رسوم تحذيرية.
في أكتوبر من عام 2001 استحوذت باير على قسم حماية النباتات من شركة أفنتس بقيمة 7,25 مليار يورو، وهو اعلى مبلغ تدفعه شركة باير مقابل شراء شركة منذ تأسيسها. في السنة التالية اشترت شركة باير قسم الحبوب من شركة أفنتس لتصبح بذلك أحد أكبر منشآت تصنيع الحبوب في العالم. في الأول من أكتوبر من العام الفين واثنين أصبحت شركة (Bayer CropScience) مستقلة قانونيا ولديها 22 الف عامل واجمالي حجم تداول قيمته 6,5 مليار يورو لتحتل بذلك المركز الثاني في مجال تصنيع منتجات حماية النباتات.

## وصلات خارجية
- الموقع الرسمي
- http://www.bayercropscience.com/
- http://www.bayermaterialscience.com
- http://www.cbgnetwork.org/index2.html Coalition against BAYER-Dangers
- http://www.wonderdrug.com/ The original Bayer Asprin
- Leverkusen-Guide (German)
- 2008 Q&A with Bayer USA CEO Greg Babe
- Bayer stock performance chart (data from before Bayer delisted from the NYSE) from Gstock

## اقرأ أيضا
- ترومف (شركة)
- شركة ال جي شيم